# 정미자
정미자 (Jeong Mi-ja, 1970년 3월 8일 ~ )는 한국 장거리 달리기 선수이다. 장미자는 1988년 하계 올림픽에서 여자 10,000미터 경쟁을 했다.